# Torneo Nacional de Asociaciones femenino 2016
El Torneo Nacional de Asociaciones Femenino de 2016 fue la primera edición del torneo de rugby femenino que enfrentó a equipos representantes de las principales asociaciones regionales de Chile.
El torneo se disputó entre el 18 y 19 de marzo de 2017, aunque correspondió a la edición 2016 de la competencia, en las instalaciones del CARR de La Reina en la Región Metropolitana.

## Fase de grupos
| Pos. | Equipo            | Encuentros | Encuentros | Encuentros | Encuentros | Tantos | Tantos | Tantos | Puntos |
| Pos. | Equipo            | PJ         | PG         | PE         | PP         | F      | C      | Dif    | Puntos |
| ---- | ----------------- | ---------- | ---------- | ---------- | ---------- | ------ | ------ | ------ | ------ |
| 1.º  | Norte de Chile    | 3          | 3          | 0          | 0          | 56     | 25     | +31    | 9      |
| 2.º  | Centro Costa      | 3          | 2          | 0          | 1          | 48     | 25     | +23    | 7      |
| 3.º  | Centro Cordillera | 3          | 1          | 0          | 2          | 37     | 37     | 0      | 5      |
| 4.º  | Sur de Chile      | 3          | 0          | 0          | 3          | 20     | 74     | -54    | 3      |

### Semifinales
| 19 de marzo de 2017 | Norte de Chile | 33 - 0 | Sur de Chile |  |  |

| 19 de marzo de 2017 | Valparaíso | 19 - 0 | Santiago |  |  |

### Tercer puesto
| 19 de marzo de 2017 | Santiago | 17 - 0 | Sur de Chile |  |  |

### Final
| 19 de marzo de 2017 | Norte de Chile | 17 - 12 | Valparaíso |  |  |

| Bandera de Chile       |
| Campeón Norte de Chile |
| Primer título          |